# 2013年东南亚运动会菲律宾代表团
菲律宾代表团已参加了在2013年东南亚运动会（12月11日至12月22日）。第27届东南亚运动会在缅甸首都内比都举行，以及在其他两个主要城市，Yangon和Mandala。